# Arndt
Der Name Arndt, Arnt oder Arnd wird sowohl als Familienname als auch als männlicher Vorname verwendet.

## Herkunft und Bedeutung
Der Name "Arndt" (auch "Arnd" und "Arnt" geschrieben) stellt eine Kurzform zu den mit Arn- gebildeten vollen Namen, besonders zu Arnold dar. Ernst Wasserzieher führt in seinem Werk "Hans und Grete. Zweitausend Vornamen erklärt" zwar unter "Arnold, Arnhold" nur die Schreibweise "Arnd" und "Arnt" an, doch Alfred Baß ("Deutsche Vornamen. Mit Stammwörterbuch." 2.–5. Aufl. Leipzig 1909; S. 44) führt an: "Arnd, dasselbe wie Arend, Arnald, Arnbald, Arnhart usw. Nebenform: "Arndt, Arnt". Die Schreibung "Arndt" ist bekannt als Familienname des Dichters Ernst Moritz Arndt, dass es sich jedoch ursprünglich um einen Rufnamen handelt, der Familienname geworden ist (wie z. B. auch Franz, Fritz, Günther, Leopold, Philipp, Walter, Werner usw.) geht aus einschlägigen Werken (Gottscheid, Heintze-Cascorbi, Brechenmacher) hervor.
Adolf Bach („Deutsche Namenkunde.“ 2. Aufl. Bd. I,2. Heidelberg 1953; S. 28) teilt statistische Ergebnisse über die Beliebtheit der einzelnen Rufnamen mit und führt dabei an, dass in einer Genter Urkunde vom Jahre 1395 nicht weniger als 41 Personen mit dem Namen „Ard, Arnd“ (für „Arnold“) angeführt sind. Derselbe Autor gibt in Bd. I,1, S. 96 seines Werkes (2. Aufl. Heidelberg 1952) an, dass dieser Kurzformtypus, der eigentlich eine Zusammenziehung darstellt, „heute besonders im Niederdeutschen und vor allem im Friesischen, aber keineswegs nur dort, beliebt“ ist.
Auf Grund der oben im Auszug angeführten einschlägigen Literatur kann kein Zweifel bestehen, dass „Arndt“ (gleichberechtigt mit „Arnd“ und „Arnt“) ein Rufname ist, also ebenso als Vorname geführt werden kann wie „Bernd, Fritz, Gerd (Gert), Rolf.“

## Namenstag
Namenstag ist der 18. Juli.

## Varianten
Anno, Arild (dänisch), Arnaud (französisch), Arnald, Arnaldo (italienisch), Arnault, Arnd, Arend, Arne, Arnel, Arnell, Arness, Arnie, Arn, Arnold, Arnoldo (spanisch), Arnot, Arnoud (niederl.), Arnout (niederl.), Arnt, Erken, Nolde, Nöldeke, Noll, Nolte, Onno, Ono, Ontje

## Namensträger

### Vorname

#### Arnd
- Arnd Barocka (* 1952), deutscher Psychiater und Klinikleiter
- Arnd Bauerkämper (* 1958), deutscher Historiker
- Arnd Brummer (* 1957), deutscher Journalist und Autor
- Arnd Goldschmidt (* 1981), deutscher Kanute
- Arnd von Hildebrinkhusen, Bürgermeister in Brilon
- Arnd Kaestner (* 1961), deutscher Maler und Installationskünstler
- Arnd Klawitter (* 1968), deutscher Film-, Fernseh- und Theaterschauspieler
- Arnd von Gröpelingen (≈1250–1304), Bremer Ratsherr
- Arnd Krüger (* 1944), deutscher Sporthistoriker und Professor
- Arnd Lauber (* 1976), deutscher Schachspieler
- Arnd Leike (* 1960), deutscher Physiker
- Arnd Meier (* 1973), deutscher Automobilrennfahrer
- Arnd Morkel (1928–2020), deutscher Politikwissenschaftler
- Arnd Neuhaus (* 1967), deutscher Basketballspieler
- Arnd Peiffer (* 1987), deutscher Biathlet
- Arnd Pollmann (* 1970), deutscher Philosoph
- Arnd Schimkat (* 1969), deutscher Schauspieler und Komiker
- Arnd Schmitt (* 1965), deutscher Fechter
- Arnd Schultheiß (1930–2021), deutscher Maler und Grafiker
- Arnd Spranger (* 1969), deutscher Fußballspieler
- Arnd Stein (* 1946), Psychologe, Buchautor, Komponist
- Arnd Steinmetz (* 1966), deutscher Informatiker und Hochschulpräsident
- Arnd Stephan (* 1965), deutscher Elektroingenieur
- Arnd Stuke (14. Jh.), Seeräuber
- Arnd Vetters (* 1978), deutscher Badmintonspieler
- Arnd Freiherr von Wedekind (1919–1943), deutscher Widerstandskämpfer
- Arnd Wiedemann (* 1962), deutscher Betriebswirtschaftler
- Arnd Zeigler (* 1965), deutscher Moderator, Autor und Sänger
- Arnd Zschiesche (* 1972), deutscher Soziologe, Autor und Unternehmer

#### Arndt
- Arndt Bause (1936–2003), deutscher Komponist
- Arndt von Bohlen und Halbach (1938–1986), deutscher Unternehmer
- Arndt G. Kirchhoff (* 1955), deutscher Unternehmer und Verbandsfunktionär
- Arndt Schmehl (1970–2015), deutscher Rechtswissenschaftler
- Arndt Schmöle (* 1974), deutscher Moderator, Sänger, Rezitator und Synchronsprecher
- Arndt Schwering-Sohnrey (* 1968), deutscher Schauspieler
- Arndt Simon (* 1940), deutscher Chemiker
- Arndt Spieth (* 1962), deutscher Geograph, Buchautor

#### Arnt
- Arnt Beeldsnider, auch Arnt van Zwolle, Arnt von Kalkar († 1492), niederländischer Holzschnitzer
- Arnt Bruyn (≈1500–1577), deutscher Maler
- Arnt Kohlrausch (1884–1969), deutscher Physiologe und Hochschullehrer
- Arnt Volkenborn (* 1942), deutscher Mathematiker
- Arnt Wöhrmann (* 1979), deutscher Wirtschaftswissenschaftler

### Familienname

#### Arnd
- Alexander Arnd (1859–1935), Schweizer Maschineningenieur
- Christian Arnd (1623–1653), deutscher Theologe und Logiker
- Dorothea Arnd al Raschid (1869–1945), deutsche Porträtmalerin
- Friedrich Arnd (1839–1911), deutscher Publizist und Muslim
- Jodocus Balthasar Arnd (1791–1848), deutscher Gymnasialprofessor und MdL Kurhessen
- Johann Karl Anton Arnd (1867–1934), deutscher Kaufmann, Mitglied des Kurhessischen Kommunallandtags (Zentrumspartei / Christliche Volkspartei)
- Josua Arnd (auch Arndius, Arndt; 1626–1687), deutscher evangelischer Theologe, Historiker und Kirchenlieddichter
- Karl Arnd (Theologe) (1673–1721), deutscher Theologe
- Karl Arnd (Volkswirtschaftler) (1788–1877), deutscher Volkswirtschaftler und Baumeister
- Karl Eduard Arnd (1802–1874), deutscher Schriftsteller polnischer Herkunft
- Ueltsch Arnd (eigentlich Ulrich Arnd; 1934–2009), Schweizer Journalist und Schriftsteller

#### Arnt
- Charles Arnt (1906–1990), US-amerikanischer Schauspieler

#### Arndt

##### A
- Adelheid Arndt (* 1952), deutsche Schauspielerin
- Adolf Arndt (1904–1974), deutscher Politiker (SPD)
- Alfred Arndt (1898–1976), Architekt und Bauhausmeister
- Alwin Arndt (1878–1959), deutscher Botaniker und Heimatforscher
- Amalie Arndt (1869–nach 1913), deutsche Schriftstellerin
- Amelie Arndt (* 1997), deutsche Schauspielerin
- Andreas Arndt (* 1949), deutscher Philosoph
- Andreas Arndt (Musiker) (* vor 1965), deutscher Cellist und Hochschullehrer
- Andreas Arndt (Künstler) (* 1983), schwedischer Maler und Grafiker
- Anja Arndt (* 1966), deutsche Politikerin (AfD)
- Anthony Arndt (* 1952), deutscher Schauspieler, Moderator und ehemaliger Radrennprofi
- Arno von Arndt (1835–1902), preußischer General der Infanterie
- Arno Arndt (1873–1925), deutscher Sportpublizist, Redakteur des Berliner Tageblatts
- August Arndt (1885–nach 1927), deutscher Politiker (DDP)
- Augustin Arndt (1851–1925), deutscher Ordensgeistlicher, Jesuit
- Axel Arndt (1941–1998), deutscher Künstler

##### B
- Bernardo Arndt (* 1967), brasilianischer Segler
- Bernhard Arndt (* 1954), deutscher Pianist
- Bianca Arndt (* 1977), deutsche Schauspielerin und Sängerin
- Brittney Arndt (* 1998), US-amerikanische Rennrodlerin
- Bruno Arndt (1874–1922), oberschlesischer Schriftsteller und Pädagoge

##### C
- Carl Friedrich Ludwig Arndt (1787–1862), deutscher Pädagoge und evangelisch-lutherischer Geistlicher
- Carl Gottlob Heinrich Arndt (1751–1830), deutscher evangelisch-lutherischer Geistlicher und Dompropst am Ratzeburger Dom
- Charlott Arndt (* 1992), deutsche Radsportlerin
- Carsten Arndt (* 1970), deutscher Leichtathlet
- Christian Arndt (* 1974), deutscher Wirtschaftswissenschaftler und Hochschullehrer
- Christian Gottlieb von Arndt (1743–1829), deutscher Historiker
- Claus Arndt (1927–2014), deutscher Jurist und Politiker (SPD)
- Constance Arndt (* 1977), deutsche Kommunalpolitikerin und Oberbürgermeisterin

##### D
- Daniela Arndt (* 1977), deutsche Fußballspielerin
- Denis Arndt (1939–2025), US-amerikanischer Schauspieler
- Dietrich Arndt, Pseudonym von Roderich Müller-Guttenbrunn (1892–1956), österreichischer Schriftsteller
- Dietrich Arndt (1935–2018), deutscher Mediziner
- Doris Arndt (1930–2018), deutsche Dompteuse

##### E
- Elsa Genest-Arndt (1882–1956), deutsche Landschaftsmalerin
- Emil Reinhold Arndt (1868–1928), deutscher Architekt und Stadtrat
- Erich Arndt (Mediziner) (1872–1938/1939), deutscher Nervenarzt und Schriftsteller
- Erich Arndt (Fußballspieler), deutscher Fußballspieler
- Erich Arndt (Radsportler) (1911–1961), deutscher Radrennfahrer
- Erich Arndt (Pfarrer) (1912–2012), deutscher evangelisch-lutherischer Pfarrer und Offizier
- Erich Arndt (Wirtschaftswissenschaftler) (1916–1996), deutscher Wirtschaftswissenschaftler und Hochschullehrer
- Erich Arndt (Organist), Titularorganist des Petersdoms (Rom)
- Erich Arndt (Tischtennisspieler) (* 1938), deutscher Tischtennisspieler
- Ernst Arndt (Schauspieler) (1861–1942), österreichischer Schauspieler
- Ernst-Albert Arndt (1927–2014), deutscher Meeresbiologe
- Ernst Hermann Arndt (1807–1889), deutscher Baumeister
- Ernst Moritz Arndt (1769–1860), deutscher Dichter
- Ernst Moritz von Arndt (1865–??), deutscher Offizier und Genealoge
- Ernst Moritz Arndt (Lehrer) (1885–1962), deutscher Lehrer und Übersetzer
- Erwin Arndt (* 1929), deutscher Germanist
- Eva Arndt-Riise (1919–1993), dänische Schwimmerin

##### F
- Fabian Arndt (* 1995), deutscher Fußballspieler
- Franz Arndt (Theologe) (1848–1917), deutscher Theologe und Pfarrer
- Franz Arndt (Organist) (1875–1960), deutscher Organist, Dirigent und Kirchenmusikdirektor
- Franz Gustav Arndt (1842–1905), deutscher Maler
- Franziska Arndt (* 1974), deutsche Schauspielerin
- Frieder Arndt (1961–2017), deutscher Komiker
- Friedrich Arndt (Puppenspieler) (1905–1985), deutscher Puppenspieler
- Friedrich Carl Arndt (1772–1815), deutscher Jurist, Richter und Politiker
- Friedrich Hermann Arndt (1814–1877), deutscher Opernsänger (Bariton)
- Fritz Arndt (1885–1969), deutscher Chemiker
- Fritz Arndt, Pseudonym von Karl Mewis (1907–1987), deutscher Politiker (KPD, SED)
- Fritz Arndt (Komponist) (1912–1982), deutscher Komponist

##### G
- G. Adolf Arndt (Gustav Adolf Arndt; 1849–1926), deutscher Jurist und Hochschullehrer
- Georg Arndt (Theologe) (1863–1939), deutscher evangelischer Theologe
- Georg Arndt (Mediziner) (1874–1929), deutscher Dermatologe
- Gerda Maria Arndt (1914–2002), deutsche Schriftstellerin
- Gerhard Arndt (1890–1963), deutscher Landwirt und Politiker
- Gertrud Arndt (1903–2000), deutsche Fotografin und Bauhausdesignerin
- Gottfried August Arndt (1748–1819), deutscher Historiker und Ethnologe
- Gottfried Siegmund Arndt (1746–1799), deutscher Wirtschaftswissenschaftler
- Gottlieb Schnapper-Arndt (1846–1904), deutscher Privatgelehrter
- Günter Arndt (1924–2013), deutscher Kaufmann und Gewerkschafter
- Günther Arndt (Politiker) (1894–1975), deutscher Politiker (NSDAP)
- Günther Arndt (Chorleiter) (1907–1976), deutscher Chorleiter und Produzent
- Günther Arndt (Schauspieler), deutscher Schauspieler
- Gustav Arndt (1875–nach 1912), deutscher Fabrikant

##### H
- Hans Arndt (Maler) (1876–1935), deutscher Glasmaler
- Hans Arndt (Architekt) (1904–1971), österreichischer Architekt
- Hans Arndt (Schriftsteller) (1909–1995), deutscher Schriftsteller, Aphoristiker und Journalist
- Hans-Joachim Arndt (Mediziner) (1900–1932), deutscher Pathologe und Tiermediziner
- Hans-Joachim Arndt (Architekt) (1920–2015), deutscher Architekt und Ingenieur
- Hans-Joachim Arndt (Politikwissenschaftler) (1923–2004), deutscher Politikwissenschaftler
- Hans-Wolfgang Arndt (* 1945), deutscher Rechtswissenschaftler und Hochschullehrer
- Hartmut Arndt (* 1957), deutscher Biologe, Ökologe und Hochschullehrer
- Harry Arndt (1936–2022), deutscher Leichtathlet, Ultramarathonläufer und Sportfunktionär
- Heinrich Arndt (Heinrich Franz Paul Arndt; 1887–1969), deutscher Geologe
- Heinz von Arndt (1907–nach 1966), deutscher Autor, NPD-Mitglied und Verlagsgründer
- Heinz Arndt (Wirtschaftswissenschaftler) (1915–2002), deutsch-australischer Wirtschaftswissenschaftler
- Heinz Wolfgang Arndt (1915–2002), australischer Ökonom
- Helmut Arndt (Ökonom) (1911–1997), deutscher Nationalökonom
- Helmut Arndt (Historiker) (1928–2016), deutscher Historiker
- Helmut Arndt (Diplomat) (1933–2016), deutscher Diplomat
- Henriette Arndt (1892–1942), deutsche Lehrerin
- Herbert Arndt (Jurist) (1906–1988), deutscher Jurist und Richter
- Herbert Arndt (Politiker) (1906–1994), deutscher Politiker (SPD), MdA Berlin
- Hermann Arndt (Ingenieur) (1885–1963), deutscher Ingenieur und Hochschullehrer
- Hermann Arndt (Trainer) (1926/1927–2017), deutscher Fußballtrainer
- Hermina Arndt (1885–1926), neuseeländische Malerin
- Hilke Günther-Arndt (1945–2019), deutsche Historikerin und Geschichtsdidaktikerin
- Horst Arndt (Anglist) (1929–2016), deutscher Anglist
- Horst Arndt (1934–2014), deutscher Ruderer

##### I
- Ilka Arndt (* 1981), deutsche Handballspielerin
- Ilse Arndt (1913–2003), deutsche Überlebende des Holocaust und Zeitzeugin
- Ingrid Arndt-Brauer (* 1961), deutsche Politikerin (SPD)

##### J
- Jacques Arndt (1914–2012), österreichisch-argentinischer Schauspieler, Regisseur und Intendant
- Jeannette Arndt (* 1970), deutsche Schauspielerin und Regisseurin
- Jens Arndt (* 1960), deutscher Filmproduzent und Autor
- Jirka Arndt (1973–2024), deutscher Langstreckenläufer
- Joachim Arndt (1919–nach 1975), deutscher Radiologe und Hochschullehrer
- Joachim O. Arndt (1933–2019), deutscher Physiologe, Anästhesiologe und Hochschullehrer
- Jochen Arndt (* 1968), deutscher Squashspieler
- Johann Arndt (1555–1621), deutscher lutherischer Theologe und Pfarrer
- Johann Friedrich Arndt (1802–1881), deutscher evangelischer Theologe
- Johann Gottfried Arndt (1713–1767), deutscher Historiker
- Johannes Arndt (Missionar) (1857–1931), deutscher evangelischer Missionar
- Johannes Arndt (Museologe) (1902–nach 1966), deutscher Oberstudienrat und Autor
- Johannes Arndt (Historiker) (* 1957), deutscher Historiker
- Jörg Arndt (* 1961), deutscher Schriftsteller und evangelischer Pastor
- Judith Arndt (* 1976), deutsche Radrennfahrerin
- Julius Karl Arndt (1820–1888), evangelischer Theologe
- Jürgen Arndt (Jurist) (1915–1998), deutscher Richter, Jurist und Heraldiker
- Jürgen Arndt (Schauspieler) (* 1932), deutscher Schauspieler
- Jürgen Arndt (Ruderer) (* 1950er Jahre), deutscher Ruderer
- Jürgen Arndt (Musikwissenschaftler) (* 1962), deutscher Musikwissenschaftler und Sachbuch-Autor

##### K
- Karin Arndt (* 1965), deutsche politische Beamtin
- Karl Arndt (Politiker) (1886–1949), deutscher Politiker (SPD) und Gewerkschafter
- Karl Arndt (Mediziner) (1889–1943), deutscher Generalarzt
- Karl Arndt (General) (1892–1981), deutscher Generalleutnant
- Karl Arndt (Richter) (1904–1990), deutscher Jurist und Richter
- Karl Arndt (Kunsthistoriker) (1929–2018), deutscher Kunsthistoriker
- Karl-Hans Arndt (1935–2012), deutscher Arzt, Chirurg und Sportmediziner
- Karl-Friedrich Arndt (1948–2015), deutscher Physiker und Hochschullehrer
- Karl-Friedrich Arndt (1961–2017), deutscher Komiker, siehe Frieder Arndt
- Karl J. R. Arndt (1903–1991), US-amerikanischer Philologe, Germanist und Hochschullehrer
- Kathi Arndt, deutsche Sängerin christlicher Popmusik
- Klaus Arndt (Karikaturist) (1932–1990), deutscher Pressezeichner und Karikaturist
- Klaus Arndt (Autor), deutscher Autor und Verleger
- Klaus Dieter Arndt (1927–1974), deutscher Politiker (SPD)
- Klaus Friedrich Arndt (1930–2012), deutscher Rechtswissenschaftler
- Konrad Arndt (1899–1940), deutscher Gewerkschaftsfunktionär und Widerstandskämpfer
- Kurt Arndt (Chemiker) (1873–1946), deutscher Chemiker und Professor
- Kurt Arndt (Politiker) (1908–1997), deutscher Politiker (SPD), Mitglied des Abgeordnetenhauses von Berlin
- Kurt Arndt (Rabbiner) (1910–1984), deutscher Rabbiner in den USA und Italien

##### L
- Leo Arndt (1857–1945), deutscher Illustrator und Radierer
- Lina Arndt (* 1996), deutsche Popsängerin
- Louis Arndt (1861–1940), Schweizer Astronom
- Louis Arndt (Architekt) (1868–1941), deutscher Architekt
- Ludwig Arndt (1869–1945), deutscher Lehrer, Ministerialrat und Heimatforscher

##### M
- Mareike Arndt (* 1992), deutsche Siebenkämpferin
- Margarethe Arndt-Ober (1885–1971), deutsche Opernsängerin
- Maria Arndt (1929–2000), polnische Sprinterin
- Marianne Arndt (* 1946), deutsche Pflegewissenschaftlerin
- Markus Arndt (* 1965), deutscher Physiker und Hochschullehrer
- Marta Arndt (* 1989), Tänzerin
- Martin Arndt (* 1949), deutscher Philosophiehistoriker
- Martin von Arndt (* 1968), deutscher Schriftsteller und Wissenschaftler
- Matthias Arndt (* 1968), deutscher Galerist
- Max Arndt (1897–1967), deutscher Ingenieur
- Maximilian Arndt (* 1987), deutscher Bobsportler
- Melanie Arndt (* 1977), deutsche Wirtschaftshistorikerin
- Michael Arndt (* 1941), russisch-orthodoxer Erzbischof, siehe Mark Arndt
- Michael Arndt (Politiker, 1941) (* 1941), deutscher Politiker (SPD), Niedersachsen
- Michael Arndt (Politiker, 1951) (* 1951), deutscher Politiker (SPD), Berlin
- Michael Arndt (Taekwondoin) (* 1959), deutscher Taekwondoin
- Michael Arndt (* 1964), deutscher Hardcore-Punk-Autor, siehe Moses Arndt
- Michael Arndt (Drehbuchautor), US-amerikanischer Drehbuchautor
- Moses Arndt (* 1964), Herausgeber der Hardcore-Punk-Fanzine Zap

##### N
- Nikias Arndt (* 1991), deutscher Radsportler
- Nikolaus Arndt (1928–2016), wolhyniendeutscher Architekt und Historiker

##### O
- Olaf Arndt (Autor) (* 1961), deutscher Autor, Performance-Künstler, Blogger und Herausgeber
- Olaf Arndt (Radsportler) (* 1963), deutscher Radrennfahrer
- Ottilie Arndt (* 1951), deutsche Schriftstellerin
- Otto Arndt (1920–1992), deutscher Politiker (SED) und Verkehrsminister der DDR

##### P
- Pamela Meyer-Arndt (* 1967), deutsche Filmemacherin
- Paweł Arndt (* 1954), polnischer Politiker
- Paul Arndt (Archäologe) (1865–1937), deutscher Klassischer Archäologe
- Paul Arndt (Nationalökonom) (1870–1942), deutscher Nationalökonom
- Paul Arndt (Politiker) (1884–1964), deutscher Politiker (USPD), MdL Waldeck
- Paul Arndt (Anthropologe) (1886–1962), deutscher Geistlicher und Anthropologe
- Paul Arndt (Widerstandskämpfer) (1913–1939), deutscher Widerstandskämpfer
- Pauline Arndt (1833–1915), deutsche Schriftstellerin
- Peri Arndt (* 1965), deutsche Politikerin (SPD)
- Peter Arndt (1939–2015), deutscher Maler und Kurator
- Peter Friedrich Arndt (1817–1866), deutscher Mathematiker
- Philippine Wolff-Arndt (1849–1940), deutsche Malerin

##### R
- Reinhard Arndt (* 1952), deutscher Judoka
- Richie Arndt (Heinrich Richard Arndt; * 1958), deutscher Blues- und Rockmusiker
- Rolf Arndt (* 1930), deutscher Schauspieler und Bühnenregisseur
- Rommy Arndt (* 1967), deutsche Fernsehmoderatorin
- Rudi Arndt (Komponist) (1907–1989), deutscher Komponist, Arrangeur, Posaunist und Bratscher
- Rudi Arndt (Widerstandskämpfer) (Rudolf Arndt; 1909–1940), deutscher Widerstandskämpfer
- Rudi Arndt (1927–2004), deutscher Politiker (SPD)
- Rudolf Arndt (Rudolf Gottfried Arndt; 1835–1900), deutscher Psychiater
- Rudolf Arndt (Heimatforscher) (* 1940), deutscher Heimatforscher, Lyriker und Grafiker
- Ruth Kisch-Arndt (1898–1975), Oratorien- und Konzertsängerin (Alt)

##### S
- Sabine Arndt (* 1976), deutsche Fernsehmoderatorin
- Siegfried Theodor Arndt (1915–1997), deutscher evangelischer Theologe
- Stefan Arndt (* 1961), deutscher Filmproduzent
- Stefanie Arndt (* 1988), deutsche Meereisphysikerin
- Susan Arndt (* 1967), deutsche Anglistin und Afrikawissenschaftlerin mit Schwerpunkt Literaturen

##### T
- Theodor Arndt (1850–1901), deutscher evangelischer Theologe
- Thomas Arndt (* 1952), deutscher Ornithologe
- Thoralf Arndt (* 1966), deutscher Fußballspieler
- Torsten Arndt (* 1962), deutscher Politiker (AfD)
- Turid Arndt (* 1981), deutsche Handballspielerin

##### U
- Udo Arndt (* 1948), deutscher Musiker und Produzent
- Ully Arndt (* 1961), deutscher Comiczeichner und Illustrator
- Ulrich Arndt (Architekt) (* 1960), deutscher Architekt
- Ulrich Wolfgang Arndt (Uli Arndt; 1924–2006), deutscher Physiker und Ingenieur
- Uwe Arndt (* 1935), deutscher Hochschullehrer für Landschafts-/Pflanzenökologie

##### W
- Walter Werner Arndt (1916–2011), US-amerikanischer Linguist, Literaturwissenschaftler, Übersetzer und Hochschullehrer in den USA
- Walther Arndt (1891–1944), deutscher Zoologe
- Werner Arndt (Tischtennisfunktionär) (1884–1939), deutscher Tischtennisfunktionär
- Werner Arndt (Maler) (1918–1990), deutscher Maler
- Werner Arndt (Bürgermeister) (* 1960), deutscher Politiker (SPD), Bürgermeister von Marl
- Wilhelm Arndt, Pseudonym von Hermann Mensch (1831–1914), deutscher Philologe, Gymnasiallehrer und Freimaurer
- Wilhelm Arndt (1838–1895), deutscher Historiker
- Wilhelm Arndt (Techniker) (1896–1971), deutscher Ingenieur, Lichttechniker und Hochschullehrer
- Willy Arndt (1888–1967), deutscher Lehrer und Schriftsteller
- Wolfgang Arndt (* um 1925), deutscher Musiker und Musikaliensammler

## Sonstiges
Eine der wichtigsten Reaktionen der organischen Chemie ist die Namensreaktion Arndt-Eistert-Homologisierung.